# Shellmanager
ShellManager è un'estensione opensource per il CMS Joomla! 1.6 concepita per aiutare lo sviluppo di nuovi componenti.
Attualmente alla versione 0.8 ShellManager ha la possibilità di gestire in dinamico gli elenchi, le ricerche e i form di inserimento/modifica dei contenuti. Le estensioni così create possono essere esportate, installate in altri siti o modificate sempre in dinamico.
Oggi sono stati sviluppati attraverso questa estensione e distribuiti nel pacchetto base:
un sistema di commenti per gli articoli di Joomla e un modulo per la visualizzazione delle gallery.